# Louis Muratet
Pour les articles homonymes, voir Muratet.
Louis Muratet, né en 1983 à Paris, est un écrivain français auteur de livres pour enfants. Il est le fils de Marie Desplechin et de François Muratet.

## Biographie
Louis Muratet a fait des études d'informatique et de cinéma. Il joue du piano et la musique actuelle, tout comme le cinéma d'animation japonais ou les séries, inspire ses histoires qu'il écrit depuis qu'il a 20 ans. Ses histoires sont surtout du genre fantastique.

## Ouvrages
- Le Neuvième métro, illustrations de Kimiko, l'Ecole des loisirs, 2007
- Mon cher Grand-père, illustrations de Beatrice Alemagna, l'Ecole des loisirs, 2008
- L'Enchanteur, Illustration d'Isabelle Bonameau, l'Ecole des loisirs, 2009